# William Thoburn
William Thoburn, né le 3 décembre 1906 à Dundas (Ontario) et mort en juin 1997, est un rameur d'aviron canadien.

## Palmarès

### Jeux olympiques
- Los Angeles 1932
  -  Médaille de bronze en huit[1].